# Foresto Sparso
Foresto Sparso là một đô thị ở tỉnh Bergamo trong vùng Lombardia của nước Ý, có vị trí cách khoảng 60 km về phía đông bắc của Milano và khoảng 20 km về phía đông của Bergamo. Tại thời điểm ngày 31 tháng 12 năm 2004, đô thị này có dân số 2.983 người và diện tích là 7,7 km².
Foresto Sparso giáp các đô thị: Adrara San Martino, Berzo San Fermo, Entratico, Villongo, Zandobbio.